# Quai latéral
Cet article court présente un sujet plus développé dans : Quai de gare.

Les deux quais latéraux encadrent les deux voies.

Un quai latéral est, dans le domaine des chemins de fer, dit aussi ferroviaire, un quai de gare desservi par une seule voie. La plupart des haltes ferroviaires et des stations de métro comportent deux quais latéraux encadrant deux voies. Le quai latéral est à comparer au quai central qui est encadré par deux voies de circulation.